# Ihor Hlavan
Ihor Kostiantynovych Hlavan (en ucraniano: Ігор Костянтинович Главан, Nazarivka, 25 de septiembre de 1990) es un deportista ucraniano que compitió en atletismo, especialista en la disciplina de marcha. Ganó una medalla de bronce en el Campeonato Mundial de Atletismo de 2013, en la prueba de 50 km marcha.

## Palmarés internacional
| Campeonato Mundial | Campeonato Mundial | Campeonato Mundial | Campeonato Mundial |
| Año                | Lugar              | Medalla            | Prueba             |
| ------------------ | ------------------ | ------------------ | ------------------ |
| 2013               | Moscú (Rusia)      | Medalla de bronce  | 50 km marcha       |